# 巴茲航空 (瑞安航空)

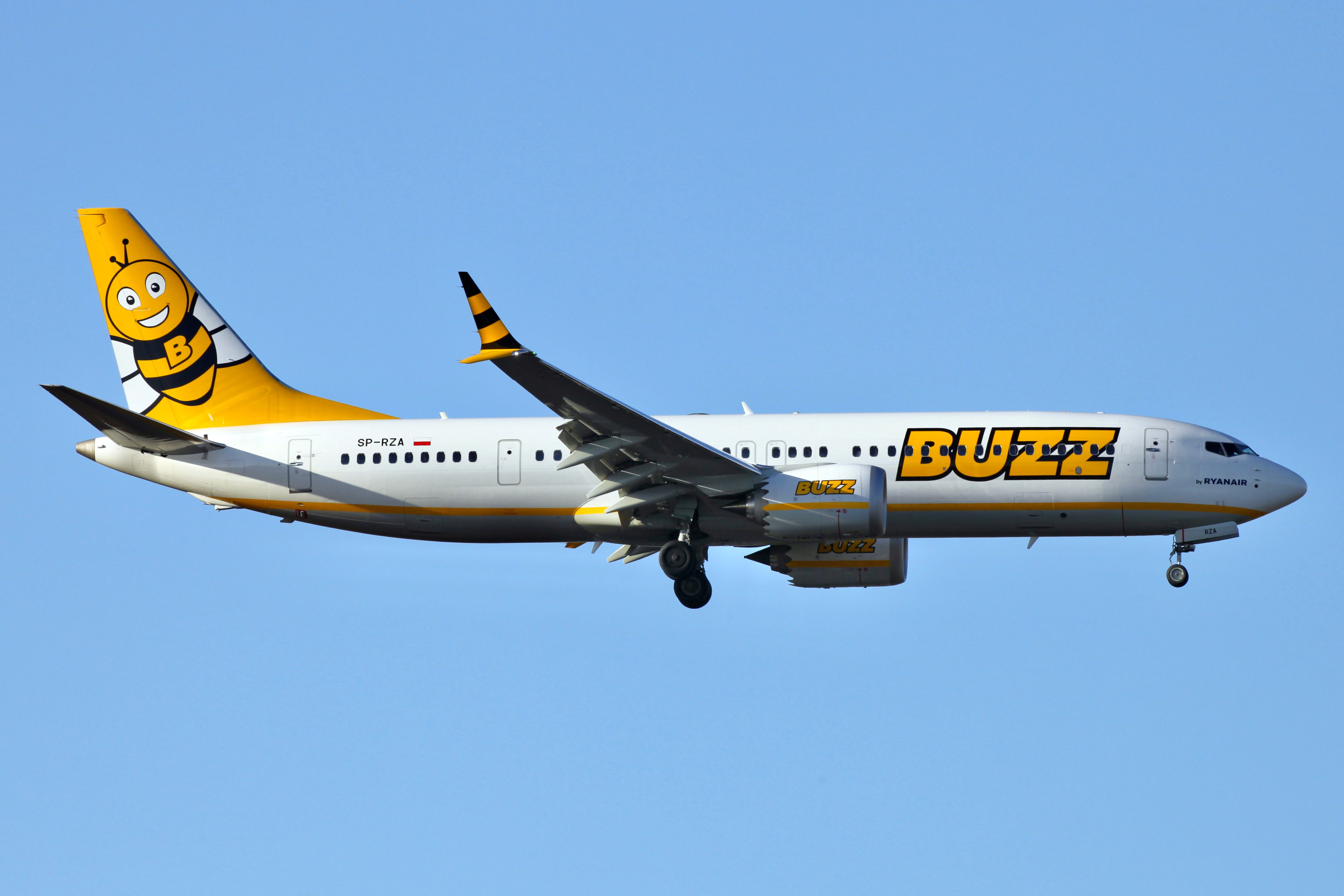
巴茲航空波音737MAX 200

巴茲航空（英語：Buzz Air），前稱瑞安阳光航空（Ryanair Sun），是波兰一家包机航空公司，总部位于华沙，是瑞安航空的全资子公司。
Buzz 成立于 2017 年，最初定位为一家包机航空公司，没有任何定期服务，代表瑞安航空运营定期航班，并自行运营从波兰出发的包机航班。2019 年 3 月，瑞安航空宣布 Ryanair Sun 将于 2019 年秋季更名为 Buzz。Buzz 于 2020 年1月开始运营。

## 歷史
瑞安阳光航空在2018年創辦，4月3日獲得波蘭的空運許可牌照，同月26日執行首個航班，由波茲南-拉威卡機場飛往扎金索斯國際機場。
2018 年10月下旬，当时唯一的瑞安航空太阳飞机 SP-RSA 停止了从华沙肖邦起飞的包机业务。这架飞机随后取代了华沙莫德林机场的瑞安航空干线运力，现在代表其母公司运营定期航班。
瑞安阳光航空最初只負責包機航線，到2018年9月瑞安航空宣佈將會結束在波蘭的營運基地，把波蘭的營運轉交給瑞安阳光航空，意味著瑞安阳光航空會負責瑞安航空在波蘭的航線服務。同年11月開始，瑞安航空把一些飛機由愛爾蘭改為波蘭註冊。
由 Ryanair Sun 代表其母公司运营从波兰出发的定期航班。
2019年3月，瑞安航空宣佈波蘭子公司會在秋天更名為巴茲航空。巴茲航空這名稱本為瑞安航空在2003年4月從荷蘭皇家航空收購的英國低成本航空公司。

## 機隊
截至2024年4月，巴茲航空機隊如下：
| 機型           | 服役中 | 訂購中 | 載客量 | 備註 |
| -------------- | ------ | ------ | ------ | ---- |
| 波音737-800    | 57     | —      | 189    |      |
| 波音737MAX 200 | 13     | 0      | 197    |      |
| 總計           | 71     | 0      |        |      |